# شورای اسلامی شهر قم
شورای اسلامی شهر قم، شورایی مرکب از ۱۳ نفر است که توسط مردم شهر قم برای تصمیم‌گیری در خصوص امور مربوط به شهرداری قم انتخاب می‌شوند.

## تاریخچه
تشکیل شوراهای اسلامی شهر و روستا در قانون اساسی جمهوری اسلامی ایران مصوب ۱۳۵۸ پیش‌بینی شده بود اما تا حدود بیست سال بعد، یعنی سال ۱۳۷۷ به مرحله اجرا نرسید.
در این سال نخستین انتخابات شوراهای اسلامی شهر و روستا توسط دولت اول سید محمد خاتمی برگزار شد و در نتیجه آن اولین دوره شورای اسلامی شهر قم نیز تشکیل شد.
تا کنون شش دوره این شورا تشکیل شده‌است‌. انتخابات ششمین دوره این شورا در سال ۱۴۰۰ برگزار شد و هم‌اکنون این دوره شورا مشغول به فعالیت است.

## اعضای پنجمین دوره شورای اسلامی شهر قم
انتخابات پنجمین دوره‌ی شورای اسلامی شهر و روستا در تاریخ ۲۹ اردیبهشت ۱۳۹۶ همزمان با انتخابات ریاست جمهوری برگزار شد و اعضای پنجمین دوره شورای اسلامی شهر قم توسط مردم این شهر انتخاب شدند. فهرست اعضای این دوره عبارت است از:
| ردیف | نام و نام خانوادگی          | نوع حضور |
| ---- | --------------------------- | -------- |
| ۱    | سیدمحمدآتش زر               | اصلی     |
| ۲    | علیرضا احمدی                | اصلی     |
| ۳    | روح اله امراللهی            | اصلی     |
| ۴    | مجیداخوان                   | اصلی     |
| ۵    | حسین اسلامی                 | اصلی     |
| ۶    | حسن بختیاری                 | اصلی     |
| ۷    | عبدالله جلالی               | اصلی     |
| ۸    | سید مجتبی سبحانی ثابت       | اصلی     |
| ۹    | حسن طلایی                   | اصلی     |
| ۱۰   | زین العابدین قراچورلوی زاغه | اصلی     |
| ۱۱   | حسن مالکی نژاد              | اصلی     |
| ۱۲   | محسن محرری                  | اصلی     |
| ۱۳   | محمودمسگری                  | اصلی     |